# Охринча
Охринча (рум. Ohrincea) — село в Криулянском районе Молдавии. Наряду с селом Золончены входит в состав города Криулень.

## География
Село расположено на высоте 36 метров над уровнем моря.

## Население
По данным переписи населения 2004 года, в селе Охринча проживает 1012 человека (503 мужчины, 509 женщин).
Этнический состав села:
| Национальность | Число жителей | Процентный состав |
| -------------- | ------------- | ----------------- |
| молдаване      | 1004          | 99,21             |
| румыны         | 3             | 0,3               |
| украинцы       | 1             | 0,1               |
| болгары        | 1             | 0,1               |
| прочие         | 3             | 0,3               |
| Всего          | 1012          | 100 %             |